# République islamique d'Afghanistan
Pour les articles homonymes, voir République d'Afghanistan.
26 janvier 2004 – 15 août 2021
(17 ans, 6 mois et 20 jours)
Entités précédentes :
- État transitoire islamique d'Afghanistan

Entités suivantes :
- Émirat islamique d'Afghanistan
- Front national de résistance

La république islamique d'Afghanistan (en dari : جمهوری اسلامی افغانستان  ; en pachto : د أفغانستان اسلامي جمهوریت), est le régime politique en place en Afghanistan entre 2004 et 2021, régi par la Constitution de 2004. 
Le régime est instauré après l'intervention américaine de 2001 visant à chasser du pouvoir les talibans qui avaient instauré l'émirat islamique d'Afghanistan et succède à l'État transitoire islamique d'Afghanistan. Cette intervention, déclenchée par l'administration Bush à la suite des attentats du 11 septembre 2001 et du refus des talibans d'extrader Oussama ben Laden, déclenche la seconde guerre d'Afghanistan, qui se poursuit après l'instauration de la république en 2004. En août 2021, une série d’offensives menées par les talibans à travers l'Afghanistan aboutit à l’effondrement du régime.

## Institutions

### Pouvoir exécutif
La république islamique d'Afghanistan est une république islamique de type présidentiel. Le pouvoir est assuré par le président de la République qui est également le chef du gouvernement. Il est élu au suffrage universel direct.

### Pouvoir législatif
Le pouvoir législatif est assuré par l'Assemblée nationale, le parlement bicaméral qui est composé du Conseil des Anciens élu au suffrage indirect et de la Chambre du peuple élue au suffrage universel direct.